# Hydnora africana
Hydnora africana là một loài thực vật có hoa trong họ Hydnoraceae. Loài này được Thunb. mô tả khoa học đầu tiên năm 1775.